# Іванов Ігор Васильович
Ігор Васильович Іванов (рос. Игорь Васильевич Иванов; нар. 8 січня 1947, Ленінград - 17 листопада 2005 в Сент-Джордж) – канадський і американський шахіст російського походження, гросмейстер від 2005 року.

## Життєпис
В шахи навчився грати в 5 років. У ранньому віці інтенсивно вчився грати на фортепіано, проявляючи великі здібності в цьому напрямі. Проте в 14 років, після смерті матері, відмовився від музичної кар'єри і зосередився на шахах. Між іншим, через це перервав математичне навчання в Ленінградському університеті. У другій половині 1970-х років належав до широкої когорти провідних шахістів СРСР. 1975 року взяв участь у півфіналі чемпіонату СРСР (так званій першій лізі). У наступних роках переміг у Владивостоці (1978), Ярославлі (1979) та Ашхабаді (1979). У 1978 році поділив 1-2 місце (разом з Гаррі Каспаровим) у Даугавпілсі, а 1979 року досягнув значного успіху, перемігши на командному чемпіонаті Радянського Союзу тодішнього чемпіона світу Анатолія Карпова. Завдяки цьому успіху, вперше отримав можливість виїзду за межі СРСР на міжнародний турнір (дозвіл на це тоді було дуже важко одержати). 1980 року його відрядили грати на Меморіал Капабланки на Кубі. З технічних причин, літак, в якому він подорожував, був змушений здійснити екстрену посадку в Гандері в канадській провінції Ньюфаундленд і Лабрадор. На цьому аеродромі Іванов втік з літака, а потім попросив політичного притулку, який йому надали.
Вже наступного року виграв перший у своїй кар'єрі титул чемпіона Канади. Чергові чемпіонські титули здобув у 1985, 1986 і 1987 роках. Крім цього, в 1981, 1984 і 1985 роках поділив 1-ше місце на відкритому чемпіонаті країни. Двічі (1982, 1988) виступив на шахових олімпіадах, в обох випадках на 1-й шахівниці. 1981 року в Мерано був секундантом Віктора Корчного під час матчу за звання чемпіона світу з Анатолієм Карповим. Наступного року досягнув значного успіху, посівши 4-те місце на міжзональному турнірі (відбіркового турніру до чемпіонату світу) в Толуці. У 1990-2005 роках виступав як громадянин Сполучених Штатів, за Канаду знов почав виступати за кілька місяців до смерті, в червні 2005 року.
У березні 2005 року в Іванова виявили смертельне захворювання, рак. Попри це, до самої смерті активно виступав на турнірах, досягнувши дуже хороших результатів, зокрема, в липні того року поділив 4-те місце на турнірі за швейцарською системою у Гвелфі, тоді як у серпні поділив 8-ме місце на відкритому чемпіонаті Сполучених Штатів у Фініксі. Всього за три тижні до смерті поділив 1-ше місце на відкритому чемпіонаті штату Юта.

## Зміни рейтингу
| На цьому місці має відображатися графік чи діаграма, однак з технічних причин його відображення наразі вимкнено. Будь ласка, не видаляйте код, який викликає це повідомлення. Розробники вже працюють для того, щоби відновити штатне функціонування цього графіка або діаграми. | |
| | На цьому місці має відображатися графік чи діаграма, однак з технічних причин його відображення наразі вимкнено. Будь ласка, не видаляйте код, який викликає це повідомлення. Розробники вже працюють для того, щоби відновити штатне функціонування цього графіка або діаграми. |